# Źrenica

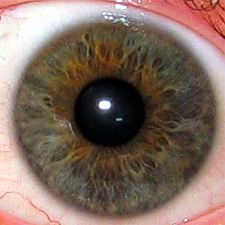
Ludzkie oko. Źrenica jest centralnym, przezroczystym polem (widoczne jako czarne). Zielono-brązowy obszar otaczający źrenicę to tęczówka. Biała zewnętrzna obwódka to twardówka, której centralną przezroczystą częścią jest rogówka.

Źrenica (łac. pupilla) – w anatomii kręgowców otwór w oku, położony przed soczewką, odpowiedzialny za ilość światła padającego na siatkówkę. Chroni wnętrze gałki ocznej przed nadmierną ilością oświetlenia. Kształt źrenicy jest zmienny gatunkowo, może być ona okrągła, owalna lub szczelinowata.
U człowieka źrenica jest okrągła. Jej średnica wynosi 3 do 8 mm, zmienia się pod wpływem skurczów mięśni zwieracza i rozwieracza źrenicy w zależności od zmian oświetlenia. Na szerokość źrenicy wpływ mają także emocje.

## Znaczenie diagnostyczne
Odruchy źreniczne należą do najczęściej badanych przy różnego rodzaju urazach z utratą przytomności.